# SK Blāzma
Az SK Blāzma, teljes nevén Sporta klubs Blāzma egy lett labdarúgócsapat. A klubot 2004-ben alapították, jelenleg az első osztályban szerepel.

## A klub eddigi nevei
- 1950–1955: Dynamo Rezekne
- 1956–1964: Rezekne
- 1965–1988: Mašīnbūvētājs Rezekne
- 1989: Torpedo Rezekne
- 1990: Latgale Rezekne
- 1991: Strautmala Rezekne
- 1992–1996: PSK "Vairogs"
- 1997–2001: FK Rēzekne
- 2002–2006: SK "Dižvanagi"
- 2007– SK "Blāzma"

## Jelenlegi keret
| #  |     | Poszt | Név                 |
| -- | --- | ----- | ------------------- |
| 1  | LAT | K     | Vitālijs Meļņičenko |
| 2  | LAT | V     | Aleksandrs Ivanovs  |
| 3  | LAT | V     | Iļja Kirilovs       |
| 4  | LAT | KP    | Jevgēnijs Belovs    |
| 5  | LAT | KP    | Ervīns Krainis      |
| 6  | LAT | V     | Valdis Kaļva        |
| 7  | LAT | KP    | Boriss Bogdaškins   |
| 8  | LAT | KP    | Iļja Antonovs       |
| 9  | LAT | CS    | Ivars Bilinskis     |
| 10 | LAT | KP    | Jānis Jukšs         |
| 11 | LAT | CS    | Dmitrijs Borisovs   |
| 12 | LAT | K     | Aigars Seļeckis     |
| 13 | LAT | KP    | Dmitrijs Suvorovs   |
| 14 | LAT | V     | Edgars Kleins       |
| 15 | LAT | V     | Mihails Propustins  |

| #  |     | Poszt | Név                   |
| -- | --- | ----- | --------------------- |
| 16 | LAT | V     | Armands Jermakovs     |
| 17 | LAT | KP    | Māris Rancāns         |
| 18 | LAT | V     | Aleksandrs Volkovs    |
| 19 | LAT | KP    | Konstantīns Isakovs   |
| 20 | LAT | KP    | Vitālijs Rečeckis (C) |
| 21 | LAT | KP    | Dmitrijs Silovs       |
| 22 | LAT | KP    | Aleksandrs Račkovs    |
| 23 | BLR | KP    | Pavel Ryzhevski       |
| 24 | LAT | V     | Vladimirs Kuprijanovs |
| 25 | LAT | CS    | Vladimirs Volkovs     |
| 26 | LAT | K     | Anatolijs Istrankins  |
| 27 | LAT | KP    | Aleksejs Klapins      |
|    | LAT | K     | Aleksejs Maslobojevs  |
|    | LAT | KP    | Dmitrijs Čugunovs     |

## Ismertebb játékosok
- Edgars Gauračs
- Artūrs Silagailis
- Guntars Silagailis